# Giuliano Finelli
Giuliano Finelli (Carrara, 1602-Roma, 1653) fue un escultor italiano del barroco iniciado en la escuela de Gian Lorenzo Bernini.

## Biografía
Nacido en Carrara, en una familia de trabajadores de mármol, en un principio trabajó en el taller de mármol de Michelangelo Naccherino y permaneció algunos años en el taller de Bernini, que abandonó en 1629. La razón de la ruptura fue la decepción por la adjudicación a Andrea Bolgi de una estatua de Santa Elena que se colocó en la Basílica de San Pedro. Otra razón aducida por Finelli fue la falta de reconocimiento en su importante papel en la realización de Apolo y Dafne de Bernini. Por un tiempo consiguió algunos trabajos ocasionales, con la ayuda de Pietro da Cortona.

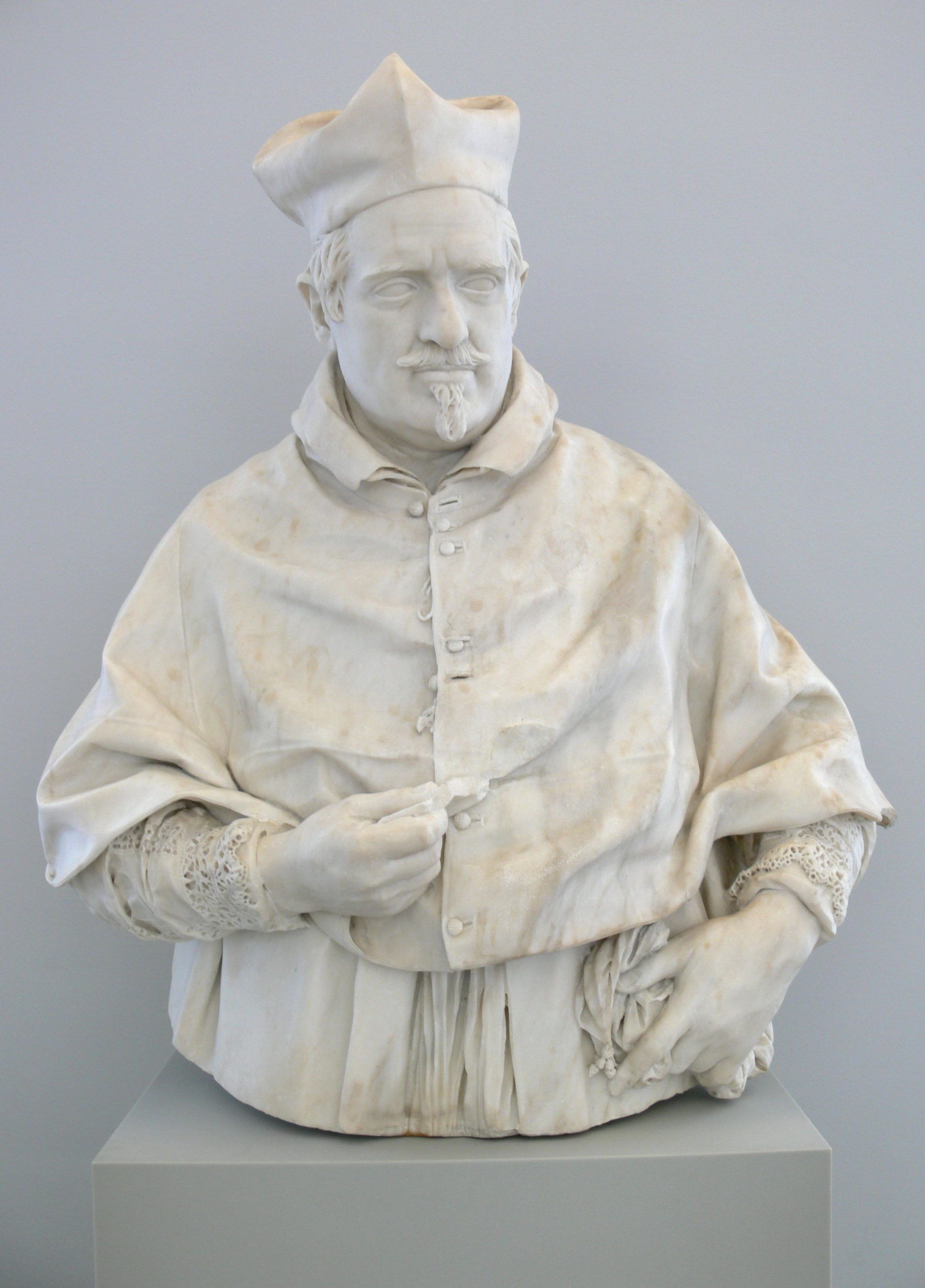
Retrato del cardenal Montalto.

La diferencia estilística entre Bernini y Finelli era muy sutil. Finelli era muy meticuloso en la talla de pequeños detalles, así se podía observar la carga emocional de compensación, mientras que Bernini prestaba menos atención en los pliegues de la ropa de encaje, pero centrándose más en la fuerza psicológica. El contraste se puede ver en sus retratos de un patrón común, el cardenal Scipione Borghese. El retrato de Bernini es animado, mientras que el de Finelli es más sobrio. Finelli realizó la imagen del Cardenal Giulio Antonio Santorio (alrededor de 1630 en la Archibasílica de San Juan de Letrán.
Pocos años después de salir del taller de Bernini, Finelli se trasladó a Nápoles con su discípulo y sobrino de Domenico Guidi. Incluso hoy en día es conocido por sus retratos y sus trece estatuas en la catedral de Nápoles, la ciudad donde estaba en competencia directa con el escultor Cosimo Fanzago.